# Элейский район
Элейский район (латыш. Elejas rajons) — бывший административный район Латвийской ССР.

## История
Элейский район был образован Указом Президиума Верховного Совета Латв. ССР от 31 декабря 1949 года из Аугсткалнской, Элейской, Екабниекской, Лиелплатонской, Сесавской, Вилцской, части Лиелвирцавской и части Залиниекской волостей бывшего Елгавского уезда, а также из Свитенской волости бывшего Бауского уезда.
Район состоял из Абелитского, Абгунсткого, Аугсткалнского, Аусмского, Беркенского, Берстелского, Эглайского, Элейского, Екабниекского, Лиелпатонского, Лиелсесавского, Мейтенского, Равайского, Сесавского, Свитенского, Вилцского, Залениекского сельских советов. Районным центром был рабочий посёлок Элея.
19 июля 1951 года был ликвидирован Беркенский сельсовет, части его территории были распределены между Аусмским, Вилцским и Аугсткалнским сельскими советами. 14 июня 1954 года ликвидированный Абельский сельсовет был присоединён к Лиелплатонскому сельсовету, Эглайский, Мейтанский и Равайский — соответственно к Сесавскому, Элейскому и Абгунстскому. 30 марта 1956 года часть территории Сесавского сельсовета присоединена к Лиелвирцавскому сельсовету Елгавского района.
С 1952 по 1953 годы входил в состав Рижской области. После ликвидации района 7 декабря 1956 года части его территории были включены в состав Ауцского, Бауского и Елгавского районов. На момент ликвидации в районе был посёлок городского типа Элея и двенадцать сельских советов: Абгунстский, Аугсткалнский, Аусмский, Берстельский, Элейский, Екабниекский, Лиелплатонский, Лиелсесавский, Сесавский, Свитенский, Вилцский и Залениекский.